# Frans de Vreng
Frans de Vreng (* 11. April 1898 in Amsterdam; † 13. März 1974 ebenda) war ein niederländischer Radrennfahrer.

## Sportliche Laufbahn
Er war Teilnehmer der Olympischen Sommerspiele 1920 in Antwerpen. Dort startete er im Tandemrennen und gewann beim Sieg von Harry Ryan und Thomas Lance die Bronzemedaille. Sein Tandempartner war Piet Ikelaar. Auch im Sprint war er am Start, konnte sich aber nicht platzieren. In der Mannschaftsverfolgung wurde sein Team mit Maurice Peeters, Piet Beets und Piet Ikelaar auf dem 6. Rang klassiert.
Von 1922 bis 1925 und 1930 war er als Berufsfahrer aktiv.

## Berufliches
Nach seiner sportlichen Laufbahn betrieb er ein Café in der Nähe von Amsterdam.